# Феротитан
Фе́ротита́н — феросплав, що містить до 35 або більше 60 % Ti, 1–7 % Al, 1–4,5 % Si, до 3 % Cu (решта Fe і домішки). Отримують позапічним алюмінотермічним способом з концентрату ільменіту і титанових відходів (низькопроцентний феротитан) або сплавом в електричній печі залізних і титанових відходів (високопроцентний феротитан).
Феротитан застосовують для розкислювання і легування сталі.